# 顎下隙
顎下隙（がっかげき）とは、下顎骨体の内側下方で顎舌骨筋より下部に位置し、顎下腺と顎下リンパ節が存在する組織隙のこと。
舌下隙、オトガイ隙、翼突下顎隙と交通している。